# Cerkiew Przemienienia Pańskiego w Sapporo
Cerkiew Przemienienia Pańskiego – prawosławna cerkiew w Sapporo.
Społeczność prawosławna w Sapporo zaczęła formować się po 1884; od 1881 według dokumentów rosyjskiej misji prawosławnej w Japonii do miasta regularnie przybywali misjonarze. Do 1889 nabożeństwa w Sapporo odbywały się w różnych pomieszczeniach prywatnych, niemieszczących jednak więcej niż 30 wiernych. W 1893 podjęto w związku z tym budowę wolno stojącej cerkwi, która została zbudowana w ciągu trzech lat i w 1896 poświęcona.
W 1936 w sąsiedztwie pierwszej świątyni wzniesiono nową cerkiew. Funkcjonowała ona w pierwotnym miejscu do przebudowy centrum miasta zorganizowanej przez Zimowymi Igrzyskami Olimpijskimi w 1972. W 1971 została przeniesiona do południowo-wschodniej dzielnicy miasta, a następnie zastąpiona nową murowaną cerkwią. Jest to świątynia z pięcioma kopułami oraz położoną nad wejściem dzwonnicą; we wnętrzu znajduje się jednorzędowy ikonostas.
Według danych z 2004 wspólnota prawosławna Sapporo była czwartą co do liczebności parafią Japońskiego Kościoła Prawosławnego.